# Stefan Merki
Stefan Merki (* 1963 in Baden AG) ist ein Schweizer Schauspieler. Er ist sowohl im Kino und Fernsehen als auch im Theater aktiv.

## Leben
Merki absolvierte ein Schauspielstudium an der Hochschule der Künste in Berlin. Seine erste Theaterrolle spielte er 1989 in der Schaubühne am Lehniner Platz. Von 1990 bis 1994 war er in verschiedenen Rollen im Schillertheater zu sehen. Anschliessend folgten Gastengagements beim Theater Aachen, wo Merki die Titelrolle in Bertolt Brechts Arturo Ui spielte, und beim Thalia-Theater in Hamburg mit einer Rolle in Mutter Courage. Von 1996 bis 2001 war Merki beim Deutschen Schauspielhaus beschäftigt. Seit 2001 gehört er zum Ensemble der Münchner Kammerspiele und unterrichtet seit einigen Jahren an der angeschlossenen Otto-Falckenberg-Schule den Schauspielnachwuchs.
Neben seiner Tätigkeit am Theater ist Merki auch als Schauspieler in Film und Fernsehen aktiv. Seine ersten Rollen hatte er von 1989 bis 1991, u. a. in den Filmen Daedalus und Schwarzfahrer des Oscar-Preisträgers Pepe Danquart. Von 1994 an wirkte er in diversen Fernsehserien mit, u. a. beim Tatort, Adelheid und ihre Mörder sowie Siebenstein. 1998 spielte er eine Rolle in Didi Danquarts Kinofilm Viehjud Levi. Von 2000 bis 2002 war Merki u. a. an den Krimiserien Tatort und Großstadtrevier beteiligt. In den folgenden Jahren hatte er ausserdem Rollen in Fernsehfilmen der ARD. Im Kino war er in Hans Steinbichlers Drama Winterreise, Carolin Ottos Aphrodites Nacht und Maggie Perens Stellungswechsel zu sehen. 2006 trat Merki erstmals im Polizeiruf 110 auf, und auch beim Tatort und weiteren Fernsehfilmen war er weiterhin aktiv. 2012 folgten die Kinofilme Kaddisch für einen Freund von Leo Khasin und Ludwig II., ein historischer Film von Peter Sehr. 2016 ist Merki wieder in zwei Kinoproduktionen zu sehen. In der Produktion Colonia Dignidad – Es gibt kein Zurück über die gleichnamige Kommune in Chile spielt er einen Charakter namens Rudi. In der Literaturverfilmung Das Tagebuch der Anne Frank, die im Frühjahr 2015 gedreht wurde und am 3. März 2016 in die Kinos kam, spielt Merki Victor Kugler, einen der Helfer der im Amsterdamer Hinterhaus versteckten Juden.

## Filmografie (Auswahl)
- 1991: Daedalus
- 1992: Schwarzfahrer
- 1995: Tatort: Endstation (Fernsehreihe)
- 1997: Tatort: Alptraum
- 2001: Tatort: Exil!
- 2004: Vater werden ist nicht schwer …
- 2006: Winterreise
- 2007: Stellungswechsel
- 2007: Polizeiruf 110 – Jenseits
- 2007: Polizeiruf 110 – Taubers Angst
- 2008: Tatort: Seenot
- 2009: Tatort: Gesang der toten Dinge
- 2009: Tatort: Um jeden Preis
- 2010: Liebe vergisst man nicht
- 2011: Tatort: Der schöne Schein
- 2012: Kaddisch für einen Freund
- 2012: Ludwig II.
- 2012: Gestern waren wir Fremde
- 2013: Das kleine Gespenst
- seit 2015: Tatort – Reihe als Polizeipräsident Dr. Kaiser
  - 2015: Der Himmel ist ein Platz auf Erden
  - 2016: Das Recht, sich zu sorgen
  - 2017: Am Ende geht man nackt
  - 2018: Ich töte niemand
  - 2023: Hochamt für Toni
  - 2024: Trotzdem
- 2015 bis 2019: Schwarzach 23
  - 2015: Schwarzach 23 und die Hand des Todes
  - 2016: Schwarzach 23 und die Jagd nach dem Mordsfinger
  - 2018: Schwarzach 23 und der Schädel des Saatans
  - 2019: Schwarzach 23 und das mörderische Ich
- 2015: Colonia Dignidad – Es gibt kein Zurück
- 2015: Sturköpfe
- 2016: Polizeiruf 110 – Und vergib uns unsere Schuld
- 2016: Das Tagebuch der Anne Frank
- 2017: Der Polizist, der Mord und das Kind
- 2018: Schwarzach 23 und der Schädel des Saatans
- 2018: Wenn Kraniche fliegen
- 2018: Nichts zu verlieren
- 2018: Gefangen – Der Fall K. (Fernsehfilm)
- 2019: Walpurgisnacht – Die Mädchen und der Tod
- 2019: München Mord: Die Unterirdischen
- 2020: Zum Glück gibt’s Schreiner (Fernsehfilm)
- 2020: Schönes Schlamassel
- 2020: Freund oder Feind. Ein Krimi aus Passau (Fernsehreihe)
- 2021: Geliefert
- 2021: Breisgau – Bullenstall (Fernsehreihe)
- 2024: Zeit zu beten. Ein Krimi aus Passau (Fernsehreihe)
- 2024: Daheim in den Bergen – Wunsch und Wirklichkeit (Fernsehreihe)
- 2024: Ungeschminkt (Fernsehfilm)
- 2024: Alter weißer Mann

## Hörspiele (Auswahl)
- 2005: Michaela Melián: Föhrenwald – Regie: Michaela Melián (Original-Hörspiel – BR/Kunstraum München)

## Hörbücher (Auswahl)
- 2018: Lange Liebe: Antonia Meiners Bonnevoice Hörbuchverlag München
- 2020: Der Klavierstimmer Ihrer Majestät: Daniel Mason Bonnevoice Hörbuchverlag München
- 2022: Die Lehman Brothers Stefano Massini Bonnevoice Hörbuchverlag München. (Hörbuch Download)